# Boglewice
Boglewice – wieś sołecka  w Polsce położona w województwie mazowieckim, w powiecie grójeckim, w gminie Jasieniec. Leży nad Czarną.
Wieś szlachecka  położona była w drugiej połowie XVI wieku w powiecie wareckim ziemi czerskiej województwa mazowieckiego. W latach 1954-1959 wieś należała i była siedzibą władz gromady Boglewice, po jej zniesieniu w gromadzie Jasieniec. W latach 1975–1998 miejscowość administracyjnie należała do województwa radomskiego.
W Boglewicach znajduje się kościół i parafia Przemienienia Pańskiego, należąca do dekanatu wareckiego, archidiecezji warszawskiej. Znajduje się tutaj także zespół pałacowy z drugiej połowy XIX wieku, z pałacem po generalnym remoncie i parkiem krajobrazowym.
W Boglewicach urodzili się rodzice generała Władysława Andersa, ojciec Albert Anders w 1863 roku i matka Elżbieta Tauchert w 1868 roku.
13 czerwca 1904 roku w Boglewicach urodził się Józef Maroszek, polski konstruktor broni.